# EP de la Guineueta
EP de la Guineueta (EP Vulpeculae) és un estel variable a la constel·lació de la Guineueta. Les seves fluctuacions de lluentor són irregulars, variant la seva magnitud aparent entre +11,0 i +14,7. La seva distància al sistema solar és de 510 parsecs (1.690 anys llum).
EP Vulpeculae és una estrella S de tipus espectral S6,5-S8,7, una gegant vermella similar a les de tipus M però en l'espectre de les quals els òxids dominants són els formats per metalls del cinquè període de la taula periòdica. Aquesta classe d'estels es caracteritzen per la pèrdua de massa estel·lar, que en el cas d'EP Vulpeculae s'estima en 2 × 10-7 masses solars per any. La seva temperatura efectiva és d'aproximadament 2.400 K i el seu diàmetre és 380 vegades més gran que el diàmetre solar. La seva lluminositat bolomètrica és 4.000 vegades major que la del Sol.
EP Vulpeculae és una estrella S «intrínseca» —els elements del procés-s i el carboni s'han format en el propi estel—, cosa que ve corroborada per la presència de tecneci a la seva atmosfera. La seva abundància relativa de ferro és considerablement inferior a la solar ([Fe/H] = -0,52) mentre que la seva relació [Zr/Tu] —proposta per a la classificació de les estrelles S— és de 0,80. Igual que altres estrelles S com R Geminorum o W Aquilae, mostra emissió màser de SiO.